# Rakata Végtelen Birodalom
A Rakata Végtelen Birodalom (angolul: (Rakata) Infinite Empire) a Csillagok háborúja elképzelt univerzumában a Galaktikus Birodalom előtt sok ezer évvel létezett, majd hirtelen eltűnt.

## Története
A Galaktikus Birodalom létezése előtt sok ezer évvel a kétéltű, humanoid rakaták uralták a galaxis nagy részét. Fejlett technológiájukat használva rabszolgasorba taszították több száz csillagrendszer bolygóinak értelmes lakóit.
Bizonyosan állítható, hogy a rakaták használtak először hiperhajtóművet, hiszen erre szükségük volt a galaxis meghódításához, másrészt ők a legrégebbi ismert nép ebben a galaxisban.
A rakaták uralmának végével nevük és technológiájuk jó része feledésbe merült. Ebben nagy szerepet játszott az a tény, hogy a rabszolgasorból felszabaduló népek dühükben megsemmisítették a bolygóikon a rakaták minden alkotását, technikai eszközeiket, és még a nevüket is igyekeztek eltörölni.
A létezésükre utaló kényszerítő erejű nyomokat első ízben a „Nagy sith háború” után kutatásokat végző xenoarcheológusok találtak, akik igyekeztek ezeket az apró nyomokat, jelzéseket összeállítani. Elméletek születtek egy technológiailag fejlett nép létezéséről, akik valamikor a távoli múltban léteztek, és a galaxis felett uralkodtak.
A rakaták hozták létre a később róluk elnevezett Rakata Végtelen Birodalmat, amibe mintegy 500 elnyomott világ tartozott.
Bizonyítékok kerültek elő arra vonatkozóan, hogy a rakaták előembereket telepítettek a Coruscant bolygóra; ők a felelősek a Koréliai világok rendszerének megszervezéséért; ők okozták azt is, hogy a korábban növényzettel és tengerekkel rendelkező Tatuin bolygó egyetlen hatalmas sivataggá vált; a rombolások ellenpéldája a Kashyyyk bolygó, amit terraformáltak, így alakult ki rajta a későbbi buja erdőség és egyéb növényzet.
A rakaták ismerték az Erőt, sok évszázaddal megelőzve a későbbi jedi és sith tanokat. Az Erő sötét oldalának alkalmazásával létrehoztak egy hatalmas Csillagkohót (Star Forge), és ennek az energiájával fegyvereket és csillaghajókat hoztak létre. A fegyvereik és csillaghajóik használatával tartották fenn az elnyomást a leigázott népek felett. Mindezen fejlett eszközök ellenére (vagy talán éppen az Erő sötét oldalának alkalmazása miatt) a Rakata Végtelen Birodalom nem sokáig állt fenn.
A gyors terjeszkedések közben a rakaták valamelyik világon ismeretlen vírusfertőzést kaphattak, ami ellen nem tudtak védekezni. A rendkívül fertőző vírus halálosnak bizonyult a rakaták számára, és még a terjedését sem tudták megakadályozni. A bennszülött világokon tartózkodó rakaták szinte teljes egészében kihaltak a vírus okozta betegségekben, és a néhány életben maradt egyedet az öntudatra ébredő őslakosok ölték meg. A bennszülöttek az elnyomóikra utaló minden nyomot megsemmisítettek, akik így gyakorlatilag minden világról egyszerre tűntek el, nagyrészt még a saját szülőbolygójukról is. Így szinte minden régészeti lelet eltűnt, sőt, még az emberek emlékezetéből és a feljegyzésekből is kitörölték a rakatákat.
Nagyjából 30 000 standard év telhetett el úgy, hogy a rakaták valamikori létezése homályban maradt.
A rakaták szülőbolygója a Lehon név alatt lett katalogizálva (más nevei: Rakata Prime, Unkown World – valódi, a rakaták által adott neve ismeretlen). Itt a néhány rakata csoport életben maradt tagjai között felfordulás, majd háború tört ki, ami nagyjából ezer évig tartott, közben civilizációjuk barbár, primitív eszközhasználó szintre süllyedt, amiből később sem lábalt ki.
A háború után néhány életben maradt, barbár rakata a Csillagműhelyért folytatott csatában vesztette életét, ami Darth Malak idején zajlott le. A Galaktikus Birodalom további erőfeszítéseket tett annak érdekében, hogy a rakaták kultúrája feledésbe merüljön.
A Rakata Végtelen Birodalmat Y. e. 36453-ben alapították és Y. e. 25200-ban ért véget. A rakata vezéreket predoroknak nevezték. Két kiemelkedő predor: Skal'nas és Tul'kar.

## Megjelenésük
A rakaták külsőleg az emberekéhez hasonló testfelépítésű, általában vörös, narancs, barna, zöld, kék vagy szürke bőrszínű, három ujjú humanoidok voltak, jellegzetességük a kopasz, kúp alakú fej és az ezek két oldalán lévő, kocsányon ülő szempár volt, melyek színe a barnától az aranyig terjedt, de lehetett kék is.

## Fordítás
- Ez a szócikk részben vagy egészben az Infinite Empire című Wookieepedia-szócikk fordítása. Az eredeti cikk szerkesztőit annak laptörténete sorolja fel.